# Dương Hòa, Kiên Lương
Dương Hòa là một xã thuộc huyện Kiên Lương, tỉnh Kiên Giang, Việt Nam.

## Địa lý
Xã Dương Hòa có diện tích 41,68 km², dân số năm 2020 là 7.639 người, mật độ dân số đạt 183 người/km².

## Hành chính
Xã Dương Hòa được chia thành 6 ấp: Bãi Chà Và, Bãi Ớt, Hòn Heo, Mũi Dừa, Ngã Tư, Tà Săng.

## Lịch sử
Trước đây, Dương Hòa là một xã thuộc huyện Hà Tiên cũ.
Ngày 21 tháng 4 năm 1999, Chính phủ ban hành Nghị định số 28/1999/NĐ-CP về việc đổi tên huyện Hà Tiên thành huyện Kiên Lương. Xã Dương Hòa thuộc huyện Kiên Lương.
Ngày 11 tháng 2 năm 2003, Chính phủ ban hành Nghị định 10/2003/NĐ-CP về việc chuyển toàn bộ 1.910,6 ha diện tích tự nhiên và 8.539 người của 3 ấp: Ba Hòn, Hoà Lập, Xà Ngách thuộc xã Dương Hòa về thị trấn Kiên Lương quản lý.
Sau khi điều chỉnh địa giới hành chính, xã Dương Hòa còn lại 4.235,4 ha diện tích tự nhiên và 6.123 nhân khẩu.